# John Ostashek
John Ostashek, né le 10 mai 1936 à High Prairie et mort le 10 juin 2007 à Vancouver, est un homme politique canadien. Il est le chef du gouvernement du territoire du Yukon de 1992 à 1996 et chef de l'Opposition officielle de 1996 à 1999.

## Biographie
En juin 1992, il est élu chef du Parti du Yukon qu'il mène à la victoire aux élections d'octobre 1992 au cours desquelles il remporte un siège à l'Assemblée législative pour la première fois.
Le 7 novembre suivant, il est nommé chef d'un gouvernement conservateur minoritaire qui se maintient au pouvoir avec le soutien de députés indépendants de droite. Il procède à une réforme de l'aide sociale et à une réduction des services publics. Peu de temps après son arrivée au pouvoir, le gouvernement signe des accords sur les revendications territoriales avec quatre collectivités des Premières Nations du Yukon, qui avaient été négociés par le gouvernement précédent.
Lors des élections de 1996, le Parti du Yukon perd le pouvoir au profit du Nouveau Parti démocratique (NPD) dirigé par Piers McDonald qui devient Premier ministre.
Ostashek devient alors chef de l'Opposition officielle et demeure député jusqu'en 2000 avant de quitter la direction de son parti. Il meurt en 2007 dans un hôpital de Vancouver des suites d'un cancer.